# Catapyrenium alvarense
Catapyrenium alvarense är en lavart som beskrevs av Othmar Breuss. Catapyrenium alvarense ingår i släktet Catapyrenium, och familjen Verrucariaceae. Arten är reproducerande i Sverige.